# Ununenni
Ununenni (phát âm như "un-un-en-ni"; tên quốc tế: ununennium; còn được gọi là eka-franci hay nguyên tố 119) là tên tạm thời của một nguyên tố hóa học giả thuyết trong bảng tuần hoàn có ký hiệu tạm thời là Uue và số nguyên tử là 119. Ununenni sẽ trở thành nguyên tố đầu tiên trong chu kỳ nguyên tố thứ 8. Cho tới nay, các thí nghiệm để tổng hợp nguyên tố này chưa thành công. Vì nó nằm ở dưới các kim loại kiềm trong bảng tuần hoàn, nó có thể có các thuộc tính giống như franci hoặc caesi và do đó có thể tác động rất mạnh đối với nước và không khí, tuy hiện tượng tương đối có thể làm cho nó tác động yếu hơn franci và caesi). Một trạng thái oxy hóa được dự đoán là +1; tuy nhiên, không giống các kim loại kiềm khác, nó cũng sẽ có trạng thái oxy hóa +3 theo dự đoán.

## Lịch sử
Phần tử siêu nặng được tạo bởi phản ứng tổng hợp hạt nhân. Các phản ứng nhiệt hạch này có thể được chia thành phản ứng tổng hợp "nóng" và "lạnh", tùy thuộc vào năng lượng kích thích của các hạt nhân hợp chất được sản xuất. Trong các phản ứng nhiệt hạch nóng, các viên đạn năng lượng cao, rất nhẹ được tăng tốc về phía các mục tiêu rất nặng (actinide), tạo ra các hạt nhân hỗn hợp ở năng lượng kích thích cao (~ 40.5050 MeV) điều đó có thể phân hạch hoặc làm bay hơi thay thế một số (3 đến 5) neutron. Trong các phản ứng nhiệt hạch lạnh (thường sử dụng các vật nặng hơn, thường là từ giai đoạn thứ tư và các mục tiêu nhẹ hơn, thường là chì và bismuth), các hạt nhân hợp nhất được tạo ra có năng lượng kích thích tương đối thấp (~ 10 xăng20 MeV), giảm xác suất những sản phẩm này sẽ trải qua các phản ứng phân hạch. Khi các hạt nhân hợp nhất nguội dần đến trạng thái cơ bản, chúng yêu cầu phát xạ chỉ một hoặc hai neutron. Tuy nhiên, các phản ứng nhiệt hạch nóng có xu hướng tạo ra nhiều sản phẩm giàu neutron hơn vì các actinide có tỷ lệ neutron-proton cao nhất trong số các nguyên tố hiện có thể được tạo ra với số lượng vĩ mô.
Ununenni và unbinilium (các nguyên tố 119 và 120) là các nguyên tố nhẹ nhất chưa được tổng hợp và cố gắng tổng hợp chúng sẽ đẩy các giới hạn của công nghệ hiện tại, do giảm các phần của các phản ứng sản xuất và chu kỳ bán rã có lẽ ngắn của chúng, dự kiến là cỡ micro giây. Các yếu tố nằm ngoài unbiunium (yếu tố 121) có thể sẽ quá ngắn để được phát hiện với công nghệ hiện tại: chúng sẽ phân rã trong vòng một phần triệu giây, trước khi đến máy dò. Khả năng phát hiện các yếu tố 121 đến 124 phụ thuộc rất lớn vào mô hình lý thuyết đang được sử dụng, vì thời gian bán hủy của chúng được dự đoán là rất gần với đường viền một micrô giây. Trước đây, trợ giúp quan trọng (đặc trưng như "Đạn bạc") trong quá trình tổng hợp các nguyên tố siêu nặng đến từ vỏ hạt nhân xung quanh kali - 270 làm tăng tính ổn định của các hạt nhân xung quanh và sự tồn tại của neutron ổn định gần như ổn định đồng vị giàu calci-48 có thể được sử dụng làm đạn để tạo ra các đồng vị giàu neutron hơn của các nguyên tố siêu nặng. Siêu siêu giàu neutron nuclide là, gần hơn, nó được dự đoán là đảo ổn định.  Mặc dù vậy, các đồng vị tổng hợp vẫn có ít neutron hơn so với các đồng vị dự kiến ở đảo ổn định. Hơn nữa, sử dụng calci-48 để tổng hợp thiên niên kỷ sẽ cần một mục tiêu là einsteinium - 253 hoặc -254, rất khó sản xuất với số lượng đủ lớn (hiện tại chỉ có microgam; miligam berkelium và californium có sẵn). Sản xuất thực tế hơn các yếu tố siêu nặng hơn sẽ đòi hỏi các viên đạn nặng hơn  48  Ca.